# Serie Mundial de Pequeñas Ligas de 2000
La Serie Mundial de Pequeñas Ligas de 2000 se llevó a cabo del 20 al 26 de agosto en Williamsport, Pensilvania. La Pequeña Liga Sierra Maestra de Maracaibo, Venezuela derrotó a la Pequeña Liga Bellaire de Bellaire, Texas en el juego de campeonato de la 54° Serie Mundial de Pequeñas Ligas.

## Clasificación
| Estados Unidos                                              | Internacional                                                    |
| ----------------------------------------------------------- | ---------------------------------------------------------------- |
| Davenport (Iowa) Central Liga pequeña del este de Davenport | Toronto, Ontario Canadá Liga pequeña de High Park                |
| Goffstown (Nueva Hampshire) Este Liga pequeña de Goffstown  | Dhahran, Arabia Saudita Europa Pequeña liga árabe-estadounidense |
| Bellaire (Texas) Sur Liga pequeña de Bellaire               | Tokio, Japón Lejano Oriente Liga pequeña Musashi-Fuchu           |
| Vancouver, Washington Oeste Liga pequeña Hazel Dell         | Maracaibo, Venezuela América Latina Liga Pequeña Sierra Maestra  |

## Pool play
Después de que tres equipos estadounidenses terminaron el juego de grupo con un récord de 2-1, el equipo que había permitido la menor cantidad de carreras por entrada jugada (Bellaire) fue declarado ganador del grupo; Luego, Davenport fue nombrado subcampeón del grupo debido a su victoria sobre Vancouver en el enfrentamiento cara a cara.

## Ronda eliminatoria
|  | Semifinales          | Semifinales     |   |  | Final                | Final |  |
|  |                      |                 |   |  |                      |       |  |
|  | 24 de agosto de 2000 |                 |   |  |                      |       |  |
|  | Tokyo, Japan         | 4               |   |  |                      |       |  |
|  | Venezuela            | 5               |   |  |                      |       |  |
|  |                      |                 |   |  |                      |       |  |
|  |                      |                 |   |  | 26 de agosto de 2000 |       |  |
|  |                      |                 |   |  | Venezuela            | 3     |  |
|  |                      | Bellaire, Texas | 2 |  |                      |       |  |
|  |                      |                 |   |  |                      |       |  |
|  |                      |                 |   |  |                      |       |  |
|  |                      |                 |   |  |                      |       |  |
|  | 24 de agosto de 2000 |                 |   |  |                      |       |  |
|  | Davenport, Iowa      | 0               |   |  |                      |       |  |
|  | Bellaire, Texas      | 8               |   |  |                      |       |  |

| Campeones de la Serie Mundial de Pequeñas Ligas de 2000 |
| ------------------------------------------------------- |
| Pequeña Liga de Sierra Maestra Maracaibo, Venezuela     |

## Jugadores notables
- Julian Vandervelde (Davenport, Iowa) jugador de la NFL, Philadelphia Eagles.